# 中川家の半時間
中川家の半時間（なかがわけのはんじかん）は、2002年10月から2003年3月30日まで、TBSラジオで放送されていたラジオ番組。パーソナリティは中川家、アシスタントは井元由香。

## 番組について
放送時間は毎週日曜日の25:30 - 26:00。タイトルの『半時間』とはこの番組の放送時間（1時間の半分=30分）を示している。また、この番組は中川家にとって関東キー局ラジオ局レギュラーではラジオ初冠番組であり、井元由香にとって初のレギュラーラジオ番組だった。
聴取率は安定していたが、2003年4月よりTBSラジオが日曜日深夜に放送機材メンテナンスを行うことになったため終了。4月からは井元はTBSラジオ自体から卒業し、『中川家のネコ電』として中川家単独でJUNK24時台に移動した。番組終了後、井元は一切TBSラジオへは出演していない。

## コーナー
普通のおたより
中川家の食卓（1:05ごろ - ）
リスナーに自分の家でしか通用しないことを紹介してもらうコーナー。
当たり前ですよ（1:10ごろ - ）
様々な質問や疑問に、裏社会の人物でありアナゴ好きで変な低い声を出す、42歳の「Kさん」が答えるというコーナー。
「Kさん」の正体は中川礼二だが、放送中は必ず「Kさん」と言っていて、Kさんは先輩という設定のため、井元と礼二の兄の中川剛は敬語で接していた。コーナー終了時は、井元と剛がKさんに「ありがとうございました」と言ってKさんが帰るという設定で、その数秒後に礼二が素に戻り、Kさんについて「今日は――でしたね」などと語っていた。
あるある俳句（1:20ごろ - ）
思わず「あるある!」と思ってしまうことや状況をリスナーから俳句風にして送ってもらうというコーナー。
礼二のモノマネ図鑑（1:25ごろ - ）
中川礼二が毎週、リスナーから来たモノマネ・リクエストに挑戦するコーナー。時々うけず、すべった。また、礼二がタイトルを言う際、「礼二の」までは普通にしゃべり、「モノマネ」は早口で言い、「図鑑」はわざと小声で遅めに言っていた。
| TBSラジオ 日曜25:00 - 25:30枠 | TBSラジオ 日曜25:00 - 25:30枠 | TBSラジオ 日曜25:00 - 25:30枠 |
| 前番組                        | 番組名                        | 次番組                        |
| ----------------------------- | ----------------------------- | ----------------------------- |
| ラジオ・パステルコレクション  | 中川家の半時間                | 放送休止                      |